# 2010年埃亚菲亚德拉火山爆发
63°37′59″N 19°36′00″W / 63.633°N 19.6°W

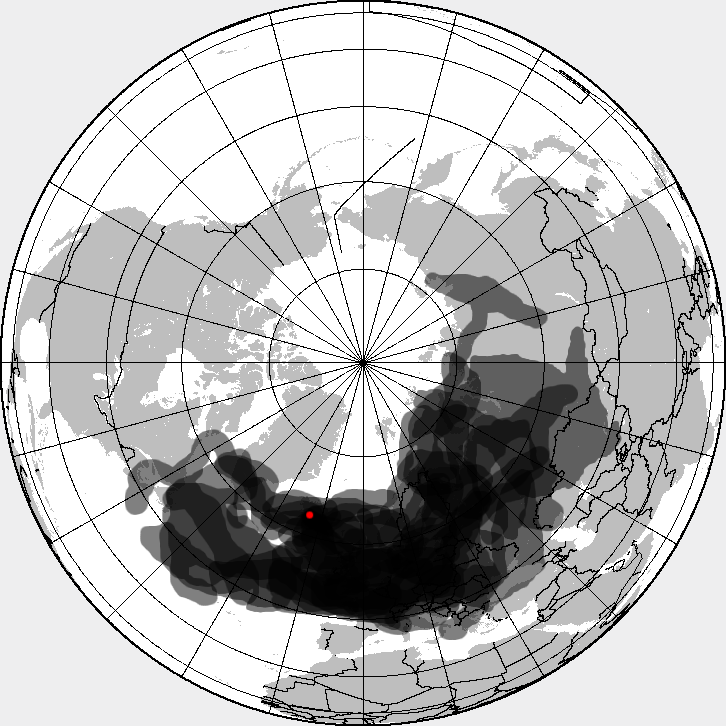
2010年4月14日–25日間火山灰散佈範圍圖，資料為London Volcanic Ash Advisory Centre's website (Met Office, UK).

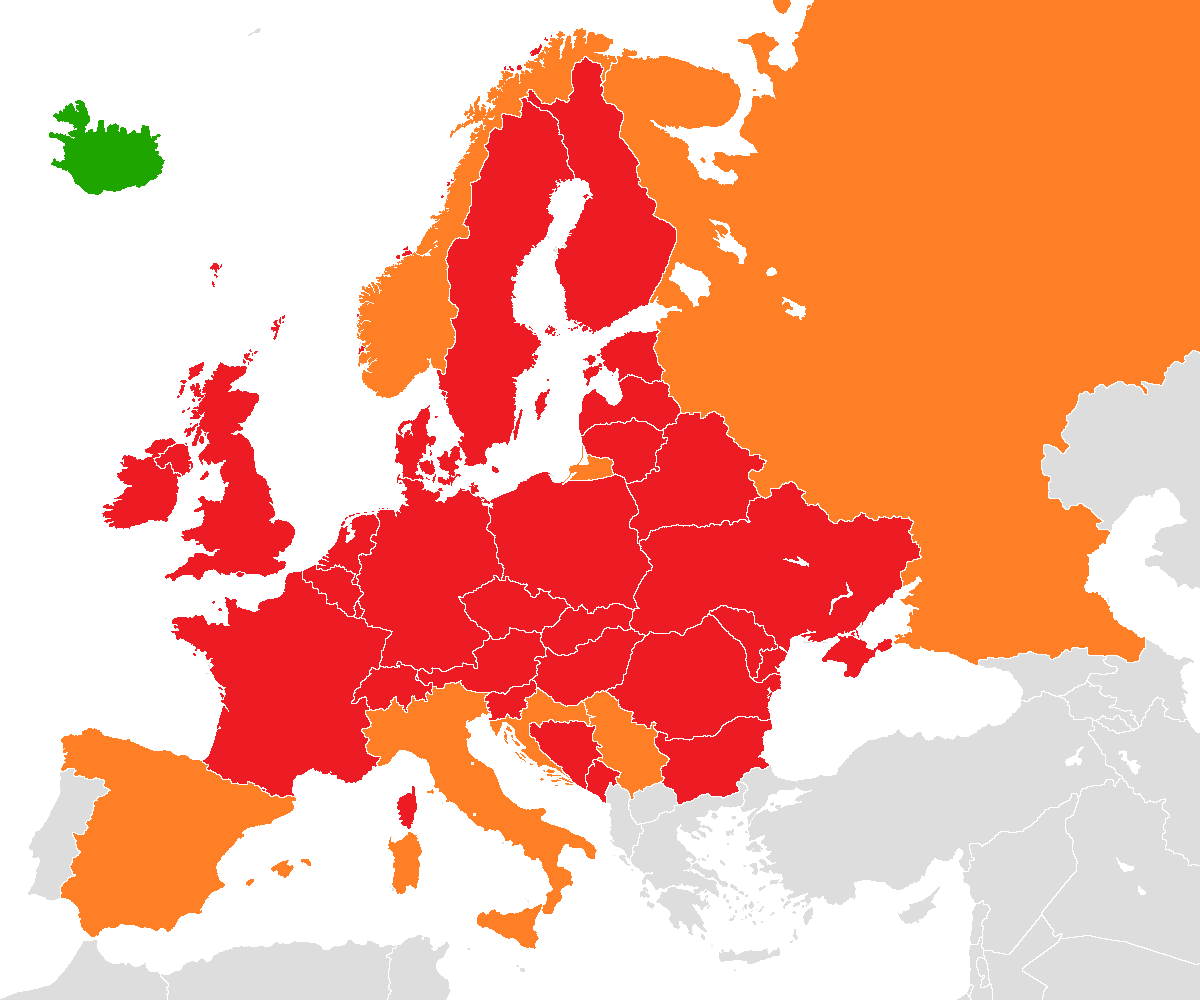
红色表示空中交通完全受影响的国家，橙色表示部分受影响的国家

2010年埃亚菲亚德拉火山爆发是指位于冰岛南部的艾雅法拉火山于2010年3月20日和4月14日的两次爆发，并释放出大量的火山灰，对全球航空以及气候等方面造成了一定影响。
冰岛南部的艾雅法拉火山分别于2010年3月20日和4月14日发生两次喷发，第1次喷发的时候，只有烟没有火，第2次喷发出浓烟和火焰，释放的能量是第1次的10到20倍，产生出了大量的火山灰，喷发的火山灰状为粉末，一颗的直径小于2毫米，造成埃亚菲亚德拉冰川融化，附近居民撤离。
5月初，埃亚菲亚德拉冰盖火山再度剧烈喷发。

## 概要
在2009年圣诞节前后，人们在该火山地区检测到一系列上千次的小型地震，其中大多数为黎克特制地震震級1─2级，震源在火山下方7─10公里深处。2010年2月26日，冰岛气象局记录了伴随有地壳扩张的一系列异常地震活动。地球物理学家认为这是地壳以下的岩浆被压入火山的岩浆室的证据，并且这一过程产生的压力导致了剧烈的地壳错位。地震活动持续增加，在3月3日至5日期间，以火山为震源的地震有近3000次被记录。
火山喷发始于2010年3月20日，喷发地点位于火山的顶部火口以东8公里的一个著名的登山区域。这一次火山喷发并未在冰川以下发生，规模也较一些专家预测的要小，但冰岛全国因此进入紧急状态。在短暂的休止后，火山于2010年4月14日再次喷发，产生的冰川融水向附近的河流泛滥，当局撤离了当地居民800人。这次喷发是爆炸性的，规模约为3月份喷发的10倍。这次喷发将火山灰抛至几千米的高空，并导致北欧多数国家关闭了其领空，造成了空中交通的混乱。

## 影响
- 交通影响：造成多国封闭领空。這次喷发放出大量的火山灰，導致全球航空大亂，大面積的歐洲領空被迫關閉[8]。這次歐洲領空關閉也是第二次世界大戰後規模最大的一次[9]。
- 环境影响：火山灰反射太阳辐射，会使全球气温降低，会持续数月乃至几年时间。科学家表示这种降温并不能扭转全球变暖的趋势。
- 健康影响：火山灰中高浓度的氟，会对动物的健康构成严重威胁。

## 外部連結
- 凤凰网：冰岛火山喷发（页面存档备份，存于）
- 网易：冰岛火山再度喷发（页面存档备份，存于）
- 搜狐：冰岛火山爆发（页面存档备份，存于）
- Guide to Iceland：冰岛火山（页面存档备份，存于）